# Liparis maingayi
Liparis maingayi là một loài thực vật có hoa trong họ Lan. Loài này được (Hook.f.) Ridl. mô tả khoa học đầu tiên năm 1896.